# António Pacheco
António Pacheco foi um militar português, adail e alcaide-mor de Ceuta, além de Governador de Ceuta em duas oportunidades. Morava na cidade desde 1420, no início da dominação portuguesa na região.